# Perša Liha 2023-2024
La Perša Liha 2023-2024 è stata la 33ª edizione della seconda serie del campionato ucraino di calcio. La stagione è iniziata il 27 luglio 2023 ed è terminata il 25 maggio 2024.

## Novità
Al termine della stagione 2022-2023, sono state promosse in Prem"jer-liha Polіssja Žytomyr, Obolon' e LNZ Čerkasy. Sono invece retrocesse dalla Prem"jer-liha 2022-2023 Inhulec', Metalist e L'viv.
Sono retrocesse in Druha Liha FSC Mariupol' e Hirnyk-Sport. Dalla Druha Liha 2022-2023 sono state promosse Nyva Buzova e Chust.
Il L'viv si è sciolto dopo la retrocessione dalla massima serie, mentre lo Skoruk Tomakivka ha rinunciato a prendere parte a questa edizione del torneo per motivi economici. Pertanto, sia FSC Mariupol' che Hirnyk-Sport sono state ripescate.
Ahrobiznes Voločys'k, Podillja, Viktorija Sumy e Livyj Bereh, inattive nella scorsa stagione a causa del conflitto russo-ucraino, sono state ammesse a questa edizione del campionato.

## Formula
Il torneo si svolge in due fasi: nella prima fase, le  venti squadre sono suddivise in due gironi da dieci squadre. Le prime cinque classificate di tali gironi, accedono alla poule promozione; le ultime cinque, invece, prendono parte alla poule retrocessione. 
Le prime due classificate della poule promozione, sono promosse in Prem"jer-liha. Terza e quarta classificata disputano uno spareggio promozione in gara doppia, rispettivamente contro la tredicesima e la quattordicesima classificata della Prem"jer-liha 2023-2024, per ottenere anch'esse un posto in Prem"jer-liha. Le squadre partecipanti alla poule promozione, ripartono con i punti ottenuti nella prima fase. Non possono inoltre affrontarsi nuovamente le formazioni appartenenti allo stesso girone della prima fase.
Per quanta riguarda la poule retrocessione, le ultime tre classificate retrocedono in Druha Liha, mentre quartultima e quintultima disputano uno spareggio promozione-retrocessione, rispettivamente contro la quarta e la terza classificata della Druha Liha 2023-2024. Anche le squadre della poule retrocessione ripartono con i punti ottenuti nella prima fase. Non possono inoltre affrontarsi nuovamente le formazioni appartenenti allo stesso girone della prima fase.

## Prima fase

### Gruppo A

#### Classifica finale
|  | Pos. | Squadra              | Pt | G  | V  | N | P  | GF | GS | DR  |
|  | ---- | -------------------- | -- | -- | -- | - | -- | -- | -- | --- |
|  | 1.   | Karpaty              | 45 | 18 | 14 | 3 | 1  | 34 | 10 | +24 |
|  | 2.   | Epicentr             | 31 | 18 | 8  | 7 | 3  | 27 | 21 | +6  |
|  | 3.   | Ahrobiznes Voločys'k | 29 | 18 | 8  | 5 | 5  | 20 | 15 | +5  |
|  | 4.   | Nyva Buzova          | 27 | 18 | 7  | 6 | 5  | 21 | 19 | +2  |
|  | 5.   | Prykarpattja         | 26 | 18 | 6  | 8 | 4  | 27 | 18 | +9  |
|  | 6.   | Bukovyna Černivci    | 21 | 18 | 6  | 3 | 9  | 16 | 23 | -7  |
|  | 7.   | Podillja             | 20 | 18 | 4  | 8 | 6  | 18 | 17 | +1  |
|  | 8.   | Nyva Ternopil'       | 20 | 18 | 5  | 5 | 8  | 15 | 19 | -4  |
|  | 9.   | Metalist             | 14 | 18 | 3  | 5 | 10 | 13 | 27 | -14 |
|  | 10.  | Chust                | 11 | 18 | 3  | 2 | 13 | 15 | 37 | -22 |

Legenda:
      Ammesse alla poule promozione.
      Ammesse alla poule retrocessione.
Note:
Tre punti a vittoria, uno a pareggio, zero a sconfitta.

#### Risultati
|                      | Ahr  | Buk  | Chu  | Epi  | Kar  | Met  | NyB  | NiT  | Pod  | Pry  |
| -------------------- | ---- | ---- | ---- | ---- | ---- | ---- | ---- | ---- | ---- | ---- |
| Ahrobiznes Voločys'k | –––– | 3-0  | 3-0  | 1-1  | 0-1  | 3-1  | 1-0  | 2-1  | 0-0  | 1-1  |
| Bukovyna Černivci    | 1-0  | –––– | 0-0  | 0-2  | 0-1  | 1-0  | 3-3  | 0-1  | 0-2  | 1-0  |
| Chust                | 0-1  | 1-2  | –––– | 0-1  | 0-3  | 1-2  | 0-1  | 2-0  | 2-1  | 1-2  |
| Epicentr             | 1-1  | 2-1  | 3-1  | –––– | 3-2  | 2-2  | 0-2  | 2-3  | 2-2  | 1-1  |
| Karpaty              | 3-0  | 2-1  | 1-0  | 2-0  | –––– | 3-0  | 1-1  | 3-0  | 2-1  | 3-3  |
| Metalist             | 1-2  | 2-3  | 0-3  | 0-1  | 0-3  | –––– | 1-1  | 0-0  | 1-1  | 0-1  |
| Nyva Buzova          | 2-1  | 1-0  | 2-2  | 0-2  | 0-1  | 0-0  | –––– | 2-1  | 2-1  | 0-1  |
| Nyva Ternopil        | 0-0  | 0-1  | 4-1  | 1-2  | 1-1  | 0-1  | 2-0  | –––– | 0-0  | 1-0  |
| Podillja             | 0-1  | 1-1  | 4-1  | 0-0  | 0-1  | 1-0  | 0-2  | 2-0  | –––– | 1-1  |
| Prykarpattja         | 2-0  | 2-1  | 7-0  | 2-2  | 0-1  | 1-2  | 2-2  | 0-0  | 1-1  | –––– |

### Gruppo B

#### Classifica finale
|  | Pos. | Squadra             | Pt | G  | V  | N | P  | GF | GS | DR  |
|  | ---- | ------------------- | -- | -- | -- | - | -- | -- | -- | --- |
|  | 1.   | Inhulec'            | 42 | 18 | 13 | 3 | 2  | 41 | 13 | +28 |
|  | 2.   | Livyj Bereh         | 36 | 18 | 11 | 3 | 4  | 40 | 11 | +29 |
|  | 3.   | FSC Mariupol'       | 31 | 18 | 8  | 7 | 3  | 22 | 14 | +8  |
|  | 4.   | Viktorija Sumy      | 30 | 18 | 8  | 6 | 4  | 19 | 18 | +1  |
|  | 5.   | SC Poltava          | 29 | 18 | 8  | 5 | 5  | 35 | 27 | +8  |
|  | 6.   | Metalurh Zaporižžja | 25 | 18 | 6  | 7 | 5  | 23 | 18 | +5  |
|  | 7.   | Hirnyk-Sport        | 17 | 18 | 5  | 1 | 12 | 16 | 32 | -16 |
|  | 8.   | Kremin' Kremenčuk   | 14 | 18 | 4  | 2 | 12 | 14 | 40 | -26 |
|  | 9.   | Černihiv            | 13 | 18 | 4  | 1 | 13 | 20 | 44 | -24 |
|  | 10.  | Dinaz Vyšhorod      | 13 | 18 | 3  | 4 | 11 | 15 | 28 | -13 |

Legenda:
      Ammesse alla poule promozione.
      Ammesse alla poule retrocessione.
Note:
Tre punti a vittoria, uno a pareggio, zero a sconfitta.

#### Risultati
|                     | Čer  | Din  | FSC  | Hir  | Inh  | Kre  | Liv  | Met  | SCP  | Vik  |
| ------------------- | ---- | ---- | ---- | ---- | ---- | ---- | ---- | ---- | ---- | ---- |
| Černihiv            | –––– | 3-2  | 0-1  | 1-0  | 0-2  | 2-3  | 0-3  | 1-3  | 2-2  | 0-3  |
| Dinaz Vyšhorod      | 1-2  | –––– | 1-2  | 3-1  | 0-2  | 2-1  | 0-0  | 1-0  | 1-1  | 0-1  |
| FSC Mariupol'       | 3-1  | 2-1  | –––– | 2-3  | 1-1  | 1-0  | 0-2  | 2-2  | 1-1  | 0-0  |
| Hirnyk-Sport        | 0-2  | 2-0  | 1-0  | –––– | 1-2  | 0-1  | 0-1  | 1-0  | 1-2  | 2-2  |
| Inhulec'            | 6-1  | 3-0  | 0-1  | 1-1  | –––– | 5-1  | 2-1  | 3-2  | 0-5  | 3-0  |
| Kremin' Kremenčuk   | 2-1  | 0-0  | 0-3  | 4-1  | 0-2  | –––– | 0-1  | 1-2  | 0-6  | 0-1  |
| Livyj Bereh         | 5-1  | 3-0  | 1-1  | 5-0  | 3-0  | 6-0  | –––– | 1-0  | 1-3  | 5-0  |
| Metalurh Zaporižžja | 4-2  | 1-1  | 0-0  | 0-1  | 0-0  | 0-0  | 1-1  | –––– | 3-1  | 2-0  |
| SC Poltava          | 2-0  | 2-1  | 0-2  | 4-1  | 1-3  | 4-1  | 2-1  | 1-2  | –––– | 2-2  |
| Viktorija Sumy      | 2-1  | 2-1  | 0-0  | 1-0  | 0-1  | 3-0  | 1-0  | 1-1  | 0-0  | –––– |

## Seconda fase

### Poule promozione

#### Classifica finale
|  | Pos. | Squadra              | Pt | G  | V  | N  | P  | GF | GS | DR  |
|  | ---- | -------------------- | -- | -- | -- | -- | -- | -- | -- | --- |
|  | 1.   | Inhulec'             | 67 | 28 | 21 | 4  | 3  | 60 | 17 | +43 |
|  | 2.   | Karpaty              | 65 | 28 | 20 | 5  | 3  | 49 | 20 | +29 |
|  | 3.   | Livyj Bereh          | 54 | 28 | 16 | 6  | 6  | 59 | 21 | +38 |
|  | 4.   | Epicentr             | 44 | 28 | 11 | 11 | 6  | 39 | 33 | +6  |
|  | 5.   | Prykarpattja         | 40 | 28 | 10 | 10 | 8  | 35 | 30 | +5  |
|  | 6.   | Nyva Buzova          | 40 | 28 | 10 | 10 | 8  | 32 | 34 | -2  |
|  | 7.   | Viktorija Sumy       | 39 | 28 | 10 | 9  | 9  | 23 | 27 | -4  |
|  | 8.   | Ahrobiznes Voločys'k | 38 | 28 | 10 | 7  | 11 | 27 | 29 | -2  |
|  | 9.   | FSC Mariupol'        | 37 | 28 | 8  | 13 | 7  | 29 | 26 | +3  |
|  | 10.  | SC Poltava           | 37 | 28 | 10 | 7  | 11 | 49 | 45 | +4  |

Legenda:
      Promossa in Prem"jer-liha 2024-2025.
  Partecipa allo spareggio promozione.
Note:
Tre punti a vittoria, uno a pareggio, zero a sconfitta.

#### Risultati
|                      | Ahr  | Epi  | FSC  | Inh  | Kar  | Liv  | NyB  | Pry  | SCP  | Vik  |
| -------------------- | ---- | ---- | ---- | ---- | ---- | ---- | ---- | ---- | ---- | ---- |
| Ahrobiznes Voločys'k | –––– | –––– | 1-1  | 1-0  | –––– | 0-2  | –––– | –––– | 3-1  | 0-0  |
| Epicentr             | –––– | –––– | 1-1  | 1-3  | –––– | 1-1  | –––– | –––– | 3-2  | 3-1  |
| FSC Mariupol'        | 1-1  | 0-1  | –––– | –––– | 1-2  | –––– | 0-0  | 1-1  | –––– | –––– |
| Inhulec'             | 3-0  | 1-0  | –––– | –––– | 2-1  | –––– | 0-0  | 4-0  | –––– | –––– |
| Karpaty              | –––– | –––– | 3-1  | 1-2  | –––– | 3-3  | –––– | –––– | 2-1  | 1-0  |
| Livyj Bereh          | 3-0  | 2-1  | –––– | –––– | 0-1  | –––– | 1-2  | 1-1  | –––– | –––– |
| Nyva Buzova          | –––– | –––– | 1-1  | 0-3  | –––– | 1-5  | –––– | –––– | 2-2  | 2-0  |
| Prykarpattja         | –––– | –––– | 1-0  | 0-1  | –––– | 0-1  | –––– | –––– | 3-1  | 1-0  |
| SC Poltava           | 2-1  | 0-0  | –––– | –––– | 0-1  | –––– | 2-3  | 3-0  | –––– | –––– |
| Viktorija Sumy       | 1-0  | 1-1  | –––– | –––– | 0-0  | –––– | 1-0  | 0-1  | –––– | –––– |

### Poule retrocessione

#### Classifica finale
|  | Pos. | Squadra             | Pt | G  | V  | N  | P  | GF | GS | DR  |
|  | ---- | ------------------- | -- | -- | -- | -- | -- | -- | -- | --- |
|  | 11.  | Bukovyna Černivci   | 41 | 28 | 12 | 5  | 11 | 38 | 29 | +9  |
|  | 12.  | Podillja            | 39 | 28 | 9  | 12 | 7  | 36 | 26 | +10 |
|  | 13.  | Nyva Ternopil'      | 36 | 28 | 9  | 9  | 10 | 29 | 29 | 0   |
|  | 14.  | Metalist            | 30 | 28 | 7  | 9  | 12 | 27 | 34 | -7  |
|  | 15.  | Dinaz Vyšhorod      | 30 | 28 | 8  | 6  | 14 | 31 | 38 | -17 |
|  | 16.  | Chust               | 29 | 28 | 9  | 2  | 17 | 34 | 53 | -19 |
|  | 17.  | Metalurh Zaporižžja | 28 | 28 | 7  | 7  | 14 | 27 | 48 | -21 |
|  | 18.  | Kremin' Kremenčuk   | 25 | 28 | 6  | 7  | 15 | 20 | 48 | -28 |
|  | 19.  | Černihiv            | 23 | 28 | 6  | 5  | 17 | 34 | 66 | -32 |
|  | 20.  | Hirnyk-Sport        | 23 | 28 | 6  | 5  | 17 | 24 | 49 | -25 |

Legenda:
  Partecipa allo spareggio retrocessione.
      Retrocessa in Druha Liha 2023-2024.
Note:
Tre punti a vittoria, uno a pareggio, zero a sconfitta.

#### Risultati
|                     | Buk  | Čer  | Chu  | Din  | Hir  | Kre  | Met  | MeZ  | NyT  | Pod  |
| ------------------- | ---- | ---- | ---- | ---- | ---- | ---- | ---- | ---- | ---- | ---- |
| Bukovyna Černivci   | –––– | 4-0  | –––– | 0-1  | 1-1  | 0-1  | –––– | 2-0  | –––– | –––– |
| Černihiv            | 1-5  | –––– | 0-2  | –––– | –––– | –––– | 2-1  | –––– | 3-3  | 2-2  |
| Chust               | –––– | 2-4  | –––– | 1-7  | 4-2  | 1-0  | –––– | 3-0  | –––– | –––– |
| Dinaz Vyšhorod      | 0-2  | –––– | 1-0  | –––– | –––– | –––– | 0-0  | –––– | 2-0  | 1-1  |
| Hirnyk-Sport        | 2-3  | –––– | 0-2  | –––– | –––– | –––– | 0-0  | –––– | 0-1  | 1-1  |
| Kremin' Kremenčuk   | 0-0  | –––– | 1-0  | –––– | –––– | –––– | 0-0  | –––– | 0-0  | 1-1  |
| Metalist            | –––– | 1-1  | –––– | 2-0  | 1-2  | 2-1  | –––– | 4-1  | –––– | –––– |
| Metalurh Zaporižžja | 0-5  | –––– | 1-4  | –––– | –––– | –––– | 0-3  | –––– | 0-2  | 1-0  |
| Nyva Ternopil'      | –––– | 0-0  | –––– | 1-4  | 2-0  | 1-1  | –––– | 4-0  | –––– | –––– |
| Podillja            | –––– | 2-1  | –––– | 3-0  | 2-0  | 3-1  | –––– | 3-1  | –––– | –––– |

## Spareggio promozione
|             | Risultati |             | Luogo e data                    |
| ----------- | --------- | ----------- | ------------------------------- |
| Obolon'     | 1 - 0     | Livyj Bereh | Kiev, 29 maggio 2024            |
| Livyj Bereh | 1 - 1     | Obolon'     | Oblast' di Kiev, 2 giugno 2024  |
|             |           |             |                                 |
| Epicentr    | 1 - 1     | Veres Rivne | Oblast' di Kiev, 29 maggio 2024 |
| Veres Rivne | 3 - 1     | Epicentr    | Rivne, 2 giugno 2024            |

## Spareggio retrocessione
|                     | Risultati |                     | Luogo e data              |
| ------------------- | --------- | ------------------- | ------------------------- |
| Chust               | 1 - 1     | Zvjahel'            | Chust, 1º giugno 2024     |
| Zvjahel'            | 1 - 0     | Chust               | Zvjahel', 8 giugno 2024   |
|                     |           |                     |                           |
| UCSA                | 3 - 1     | Metalurh Zaporižžja | Kiev, 1º giugno 2024      |
| Metalurh Zaporižžja | 0 - 4     | UCSA                | Zaporižžja, 8 giugno 2024 |

## Statistiche

### Classifica marcatori
| Gol |  |  | Giocatore         | Squadra           |
| --- |  |  | ----------------- | ----------------- |
| 14  |  |  | Andrij Choma      | Prykarpattja      |
| 14  |  |  | Vasyl' Palahnjuk  | Bukovyna Černivci |
| 14  |  |  | Dmytro Ščerbak    | SC Poltava        |
| 12  |  |  | Igor Neves        | Karpaty           |
| 12  |  |  | Artem Sitalo      | Inhulec'          |
| 12  |  |  | Andrij Spyvakov   | Livyj Bereh       |
| 11  |  |  | Vitalij Kol'cov   | Inhulec'          |
| 11  |  |  | Danylo Kravčuk    | Epicentr          |
| 10  |  |  | Pavlo Fedosov     | Černihiv          |
| 10  |  |  | Danylo Suchoručko | Livyj Bereh       |